# Cobalt
A Cobalt amerikai black metal együttes.

## Története
2001-ben alakult a Colorado állambeli Greeley-ben, Phil McSorley szóló projektjeként. Eredetileg "Grimness Enshroud" volt a projekt neve, ezen a néven egy demót jelentetett meg. Erik Wunder 2002-ben csatlakozott és Cobalt-ra változott az együttes neve. Phil szerint azért kapta ezt a nevet a zenekar, mert valami egyszerű nevet szeretett volna választani és "teret ad a különböző irányoknak". Phil McSorley 2014-ben elhagyta a zenekart. Jelenleg duóként működik a zenekar.

## Tagok
- Erik Wunder
- Charlie Fell

## Korábbi tagok
- Phil McSorley

## Diszkográfia
- Hammerfight (demó, 2003)
- War Metal (album, 2005)
- Eater of Birds (album, 2007)
- Landfill Breastmilk Beast (EP, 2008)
- Gin (album, 2009)
- Slow Forever (album, 2016)